# Нютонов флуид
Нютоновите флуиди (наречени така в чест на Исак Нютон) са тези флуиди, които „текат като водата“ —тяхното срязващо напрежение е правопропорционално на коефициента на свиване (пространствената производна на скоростта). Коефициентът на пропорционалност между двете величини се казва вискозитет.
Това може да се запише по следния начин:
{\displaystyle \tau =\mu {\frac {du}{dx}}}
където
{\displaystyle \tau } е срязващото напрежение [Pa]
{\displaystyle \mu } е вискозитетът – характерен за всеки флуид [Pa·s]
{\displaystyle {\frac {du}{dx}}} е пространствената производна по посока, перпендикулярна на срязващото напрежение [s−1]
С други думи, това означава, че флуидът продължава да тече, независимо от силите, които му се прилагат. Водата, например, е нютонов флуид, защото запазва свойствата си, независимо колко силно се раздвижва. В противовес на не-нютоновия флуид, в който, след раздвижване, може да остане „дупка“ (която бавно се запълва с времето: такова поведение имат, например, крема брюле и царевичното нишесте, както и пясъка, нестрого погледнато) или това да предизвика спад на вискозитета (това намира приложение при производството на бои, които лесно се нанасят, но не текат, когато са на стените).
При нютоновите флуиди, вискозитета зависи само от температурата, налягането и евентуално химичния състав на веществото, но не и от силата, която му е приложена.
Ако флуида е несвиваем и вискозитета е еднакъв за целия обем на флуида, то в правоъгълна координатна система, уравнението за срязващото напрежение е:
{\displaystyle \tau _{ij}=\mu \left({\frac {\partial u_{i}}{\partial x_{j}}}+{\frac {\partial u_{j}}{\partial x_{i}}}\right)}
като тензора на напрежението {\displaystyle \mathbb {P} } (отбелязва се и с {\displaystyle \mathbf {\sigma } }) се записва:
{\displaystyle \mathbb {P} _{ij}=-p\delta _{ij}+\mu \left({\frac {\partial u_{i}}{\partial x_{j}}}+{\frac {\partial u_{j}}{\partial x_{i}}}\right)}
където, с обичайните тензорни означения:
{\displaystyle \tau _{ij}} е срязващото напрежение на {\displaystyle i}-тата страна на елемент от флуида в {\displaystyle j}-тата посока
{\displaystyle u_{i}} е скоростта в {\displaystyle i}-тата посока
{\displaystyle x_{j}} е {\displaystyle j}-тата координата.
Флуид, който не се подчинява на тези зависимости, се нарича не-нютонов флуид.